# Willy Hoffmeister
Willy Hoffmeister (* 10. Dezember 1900 in Cronenberg; † 8. November 1971 in Lüdenscheid) war ein deutscher Kommunalpolitiker (CDU) und Unternehmer.

## Leben und Beruf
Hoffmeister stieg aufgrund der Einberufung des Vaters zum Kriegsdienst bereits mit 14 Jahren in die Leitung des väterlichen Elektrounternehmens, dass sich damals vorwiegend mit der Installation von Schaltanlagen befasste, ein. Gegen Kriegsende wurde er selbst noch zum Militär einberufen. Nach dem Ersten Weltkrieg stellt sich das Unternehmen, das er nun mit dem Vater gemeinsam leitet auf die Entwicklung von Motoren um. Ab 1929 werden Bakelitlampen hergestellt. Das Unternehmen besteht unter der Bezeichnung „Hoffmeister Leuchten“ auch heute noch. Hoffmeister war Vizepräsident der Industrie- und Handelskammer zu Hagen. Er gehörte dem Verein Deutscher Ingenieure (VDI)  mit der Mitgliedsnummer 29089 an und war im Lenne-Bezirksverein des VDI aktiv.
Am 3. Dezember 1965 wurde Hoffmeister das Große Bundesverdienstkreuz verliehen.

## Politik
Hoffmeister engagierte sich nach dem Zweiten Weltkrieg in der CDU. Von 1948 bis 1949 war er Oberbürgermeister von Lüdenscheid.